# Orientallactaga
Orientallactaga – rodzaj ssaków z podrodziny alaktag (Allactaginae) w obrębie rodziny skoczkowatych (Dipodidae).

## Zasięg występowania
Rodzaj obejmuje gatunki występujące w Azji.

## Charakterystyka
Długość ciała (bez ogona) 120–180 mm, długość ogona 155–240 mm, długość ucha 29–52 mm, długość tylnej stopy 58–79 mm; masa ciała 63–170 g.

## Systematyka
Rodzaj zdefiniował w 1984 roku rosyjsko-izraelski teriolog Georgij Szenbrot. Na gatunek typowy Szenbrot wyznaczył alaktagę syberyjską (O. sibirica).

### Etymologia
Orientallactaga: łac. orientalis „wschodni, orientalny”, od oriens, orientis „wschód”; rodzaj Allactaga F. Cuvier, 1837.

### Podział systematyczny
Do rodzaju należą następujące gatunki:
- Orientallactaga sibirica (Forster, 1778) – alaktaga syberyjska
- Orientallactaga bullata (G.M. Allen, 1925) – alaktaga gobijska
- Orientallactaga balikunica (Hsia Wupinq & Fang Xiyeh, 1964) – alaktaga balikuńska